# Cuevas de Karla

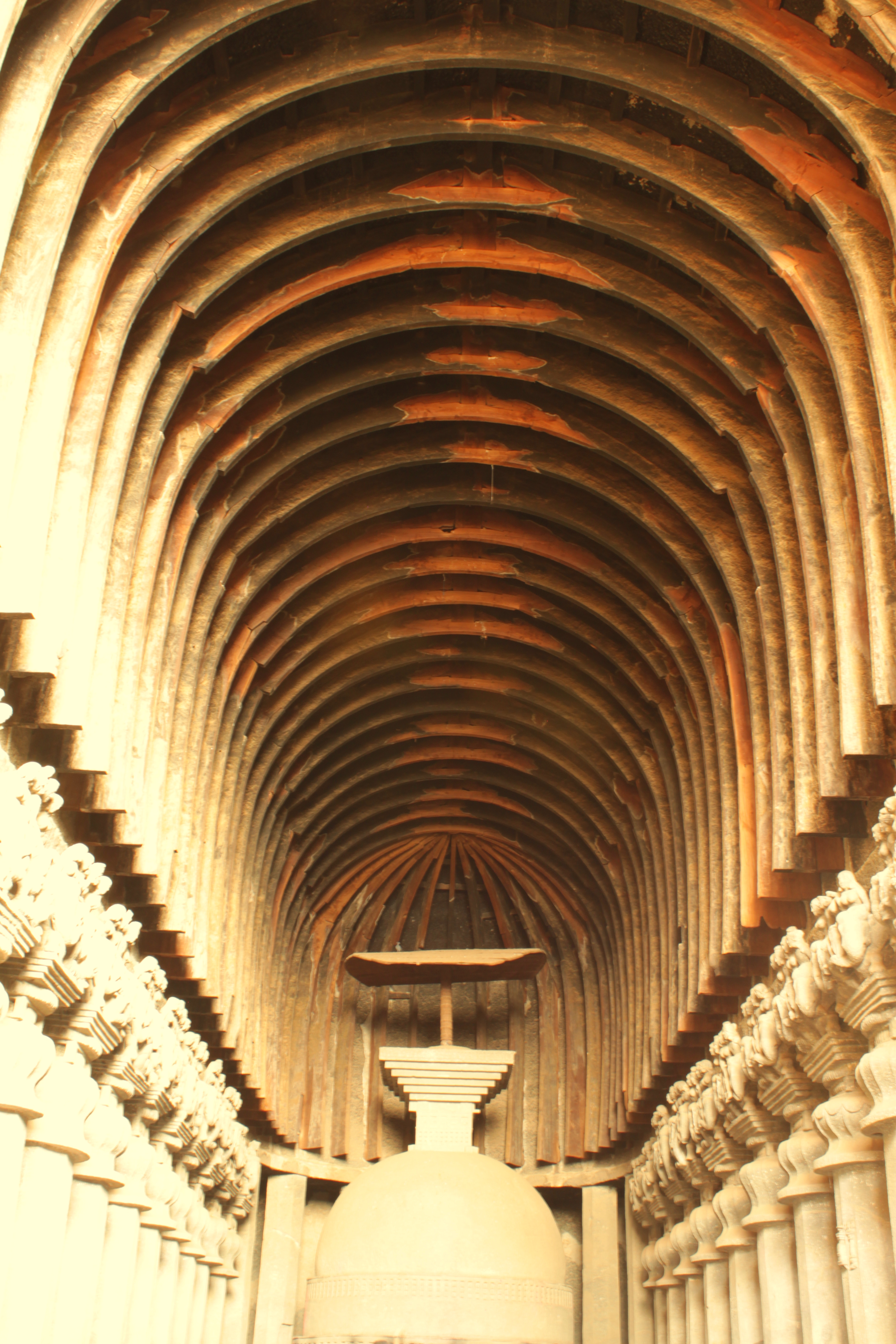
La Chaityagrha de la cueva (Karli, Maharashtra, India.)

Las cuevas de Karla o de Karli son un conjunto de capillas budistas de la antigua India situadas en cuevas en Karli cerca de Lonavala, Maharashtra. Las cuevas se tallaron en dos periodos: del siglo II a. C. al siglo II, y del siglo V al siglo X. La cueva más antigua se data en el 160 a. C. y se construyó cerca de una ruta comercial importante que se dirigía del Mar de Arabia hacia el este a la región de Deccan.
Los budistas, a los que se ha identificado con el comercio y la industria por su asociación temprana con los mercaderes, tendían a ubicar sus monasterios formaciones naturales cercanas a rutas comerciales importantes, para proporcionar alojamiento a lo viajantes de comercio. Hoy el conjunto de cuevas es un monumento protegido por el Servicio arqueológico de la India.
Las cuevas se asociaron históricamente con la secta budista Mahāsāṃghika, muy popular en esta región de la India.

## Arquitectura
La cueva principal aloja una chaitya o capilla de siglo I. Está entre las mayores capillas excavadas en roca de la India: mide 45 m de largo por 14 de alto. Incluye esculturas de hombres y mujeres, así como de animales como leones y elefantes.
En el conjunto se incluyen otras chaityas esculpidas, así como viharas o lugares de duelo para los monjes de las cuevas. Un rasgo llamativo de estas cuevas es su entrada en arco de herradura, así como su interior abovedado. Hay un pilar Ashokan en la entrada, con una fachada de piedra y una torana en el medio.

## Galería

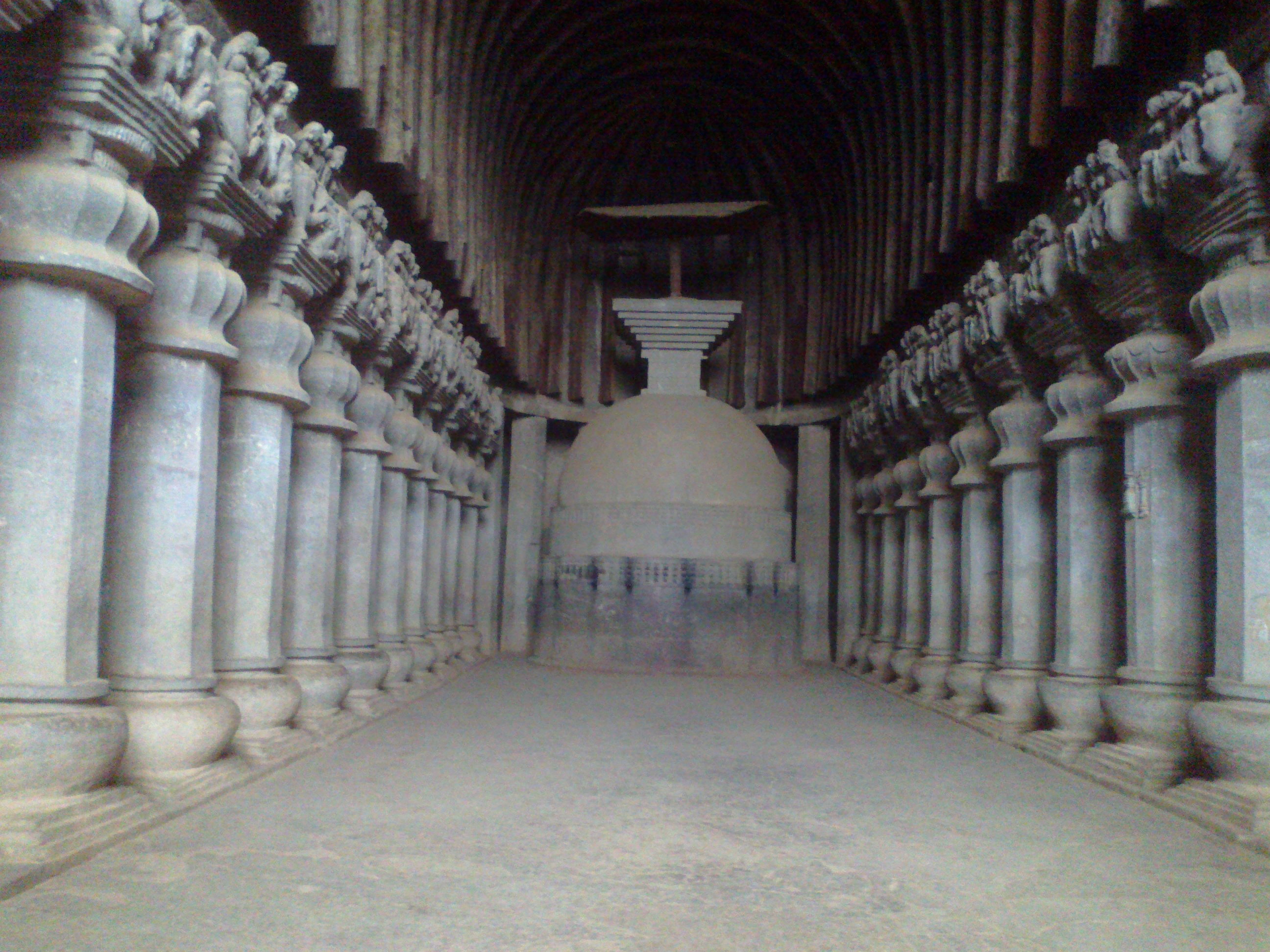
Chaitygruha en las Cuevas de Karla
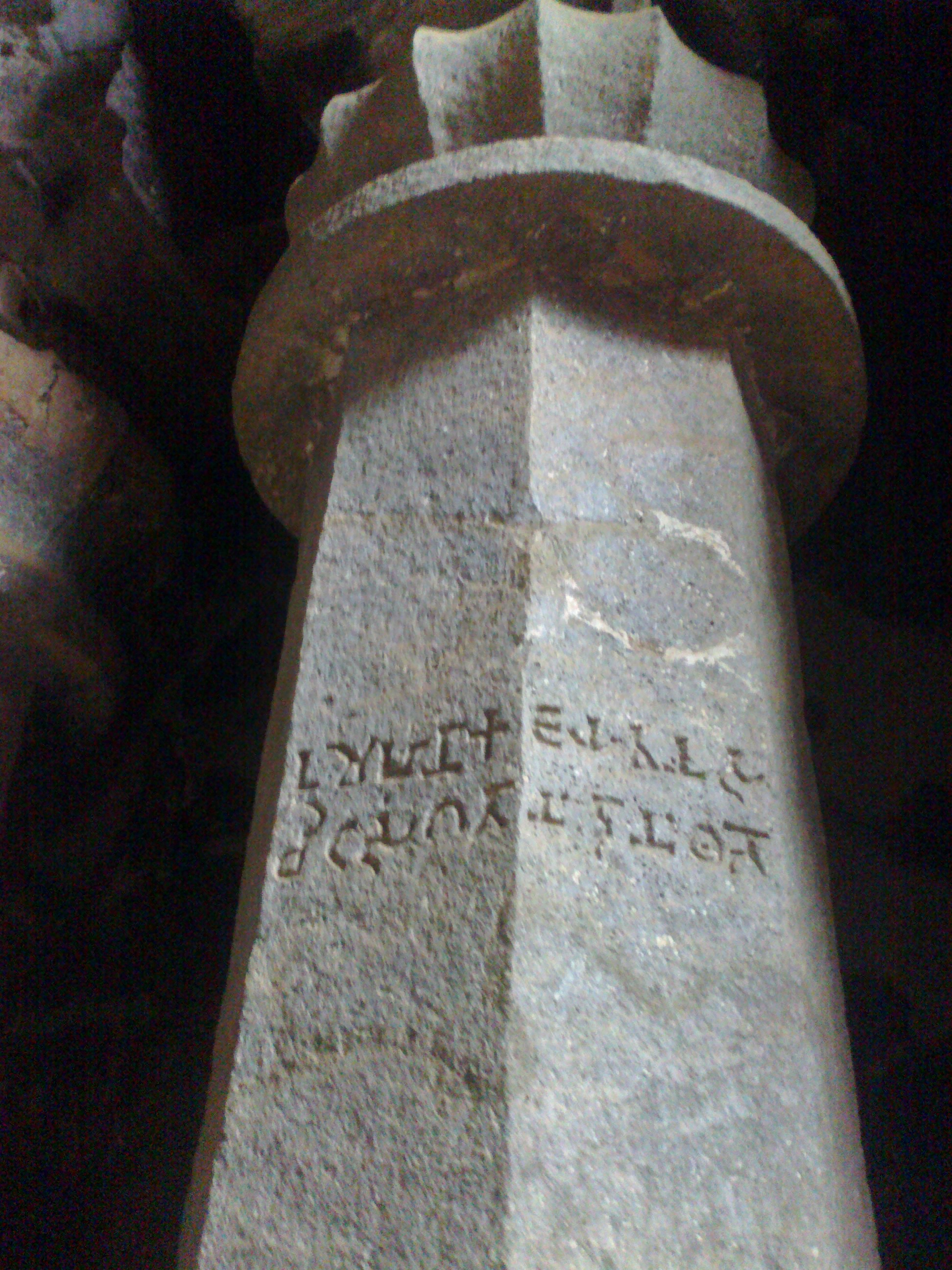
Inscripción en un pilar
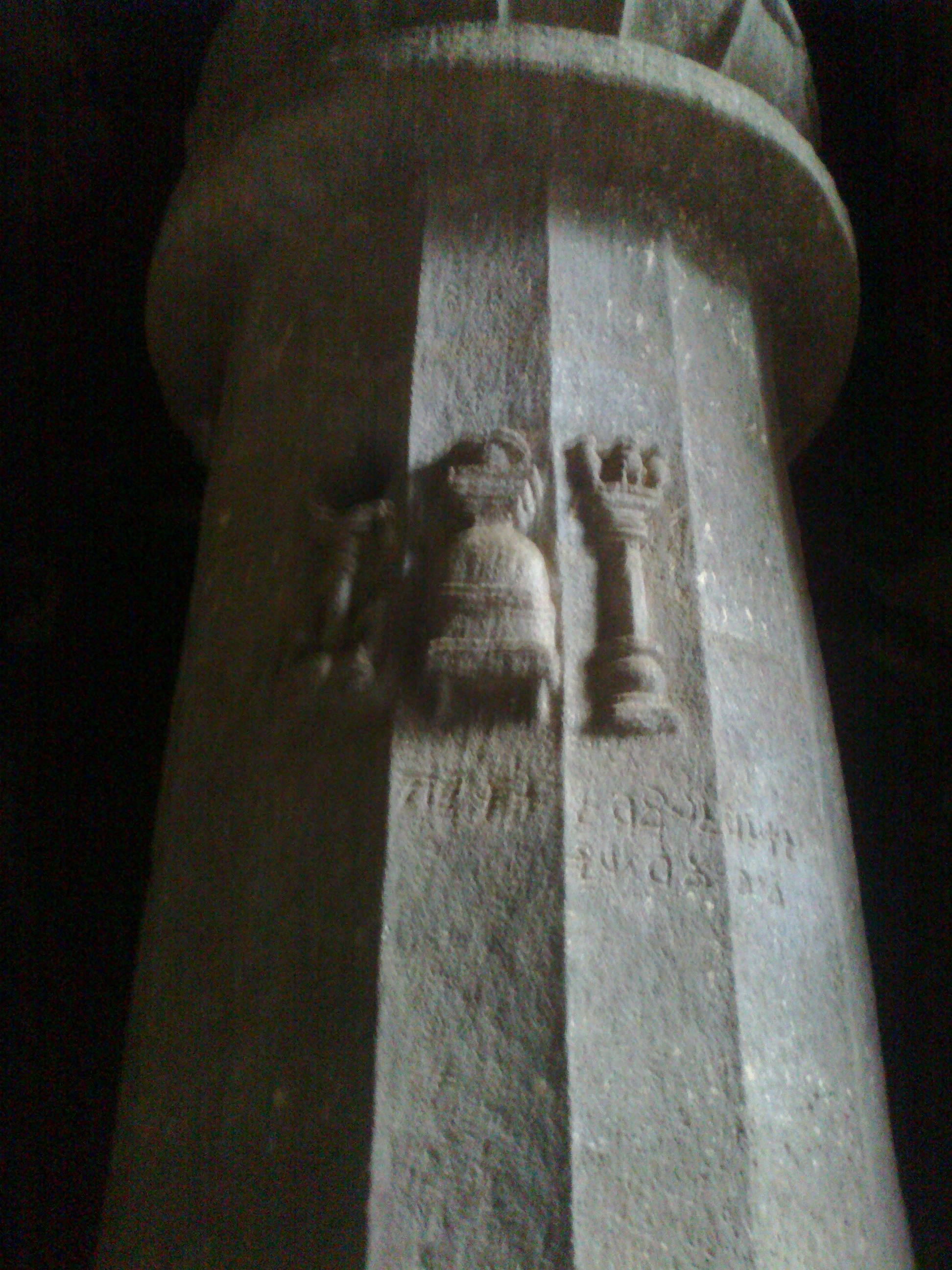
Relieve en un pilar
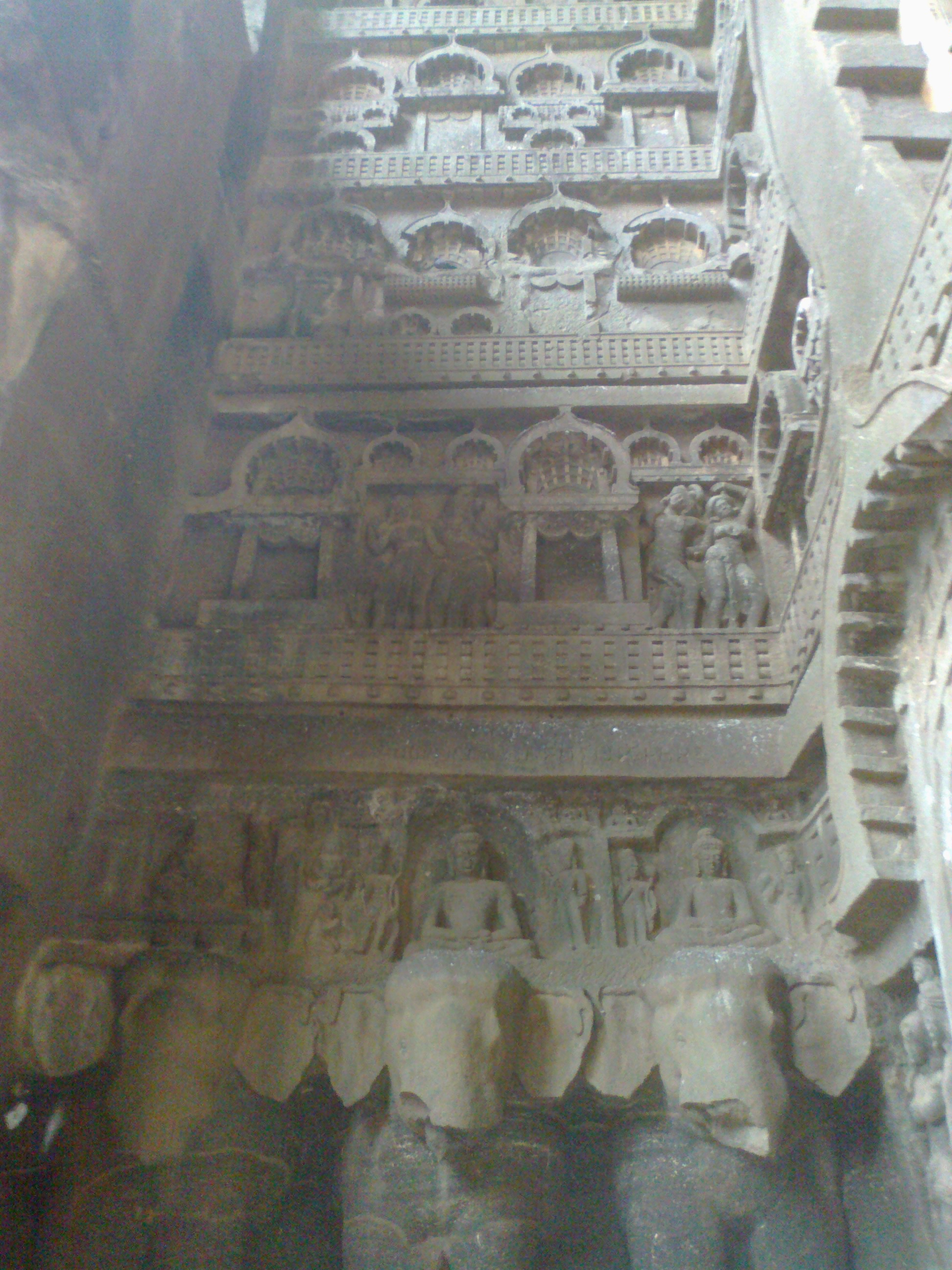
Relieve
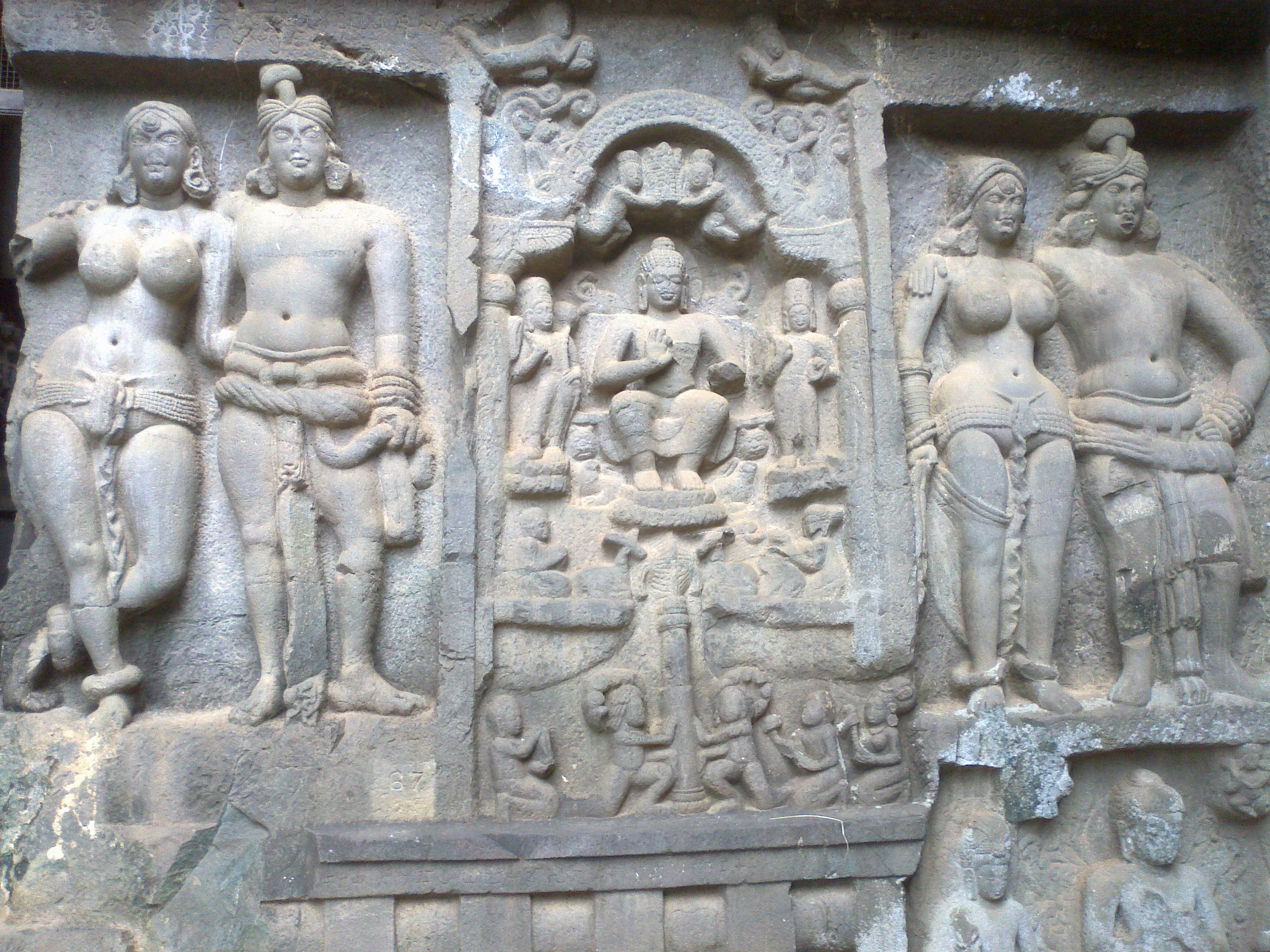
Relieve
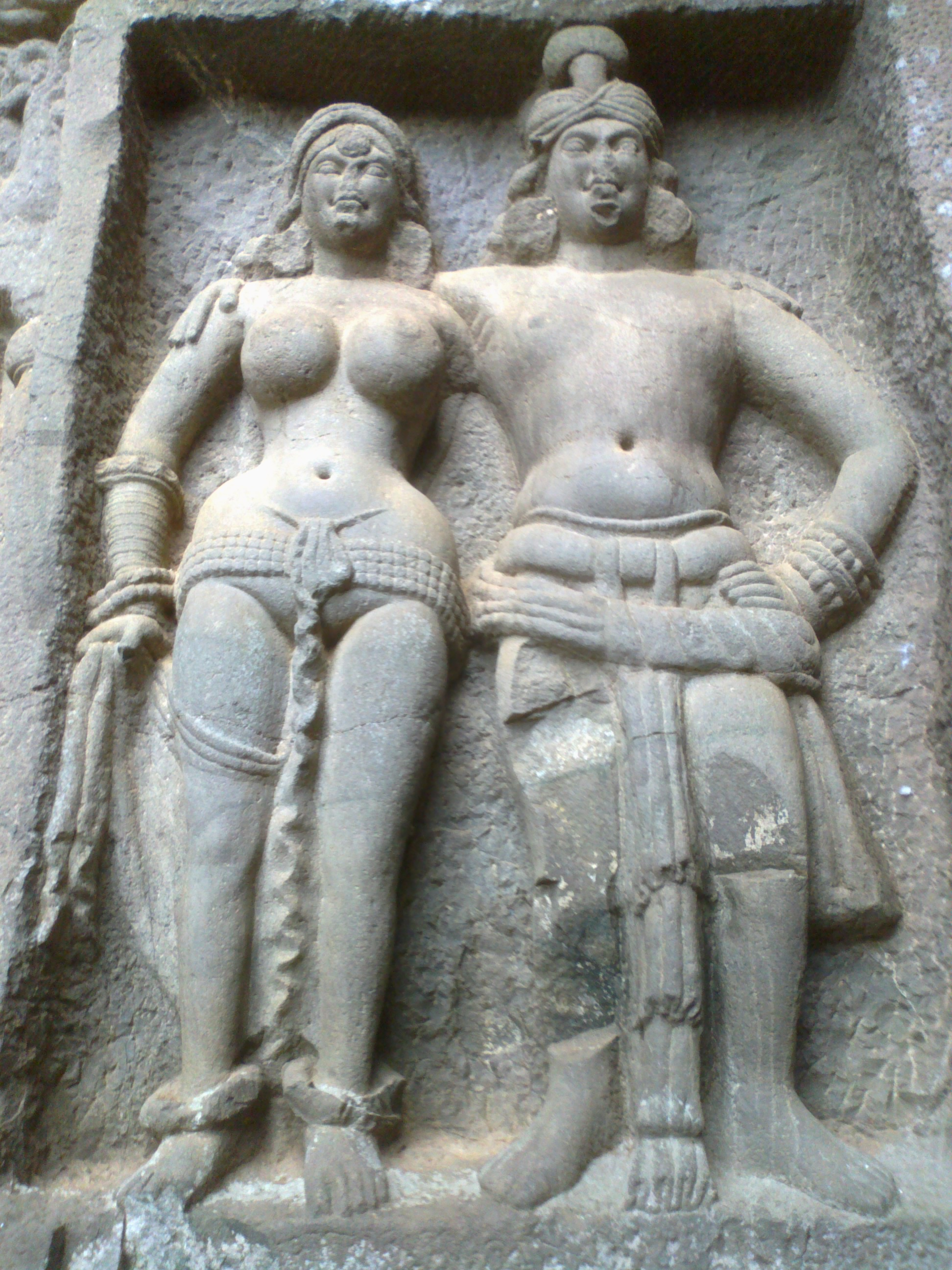
Relieve
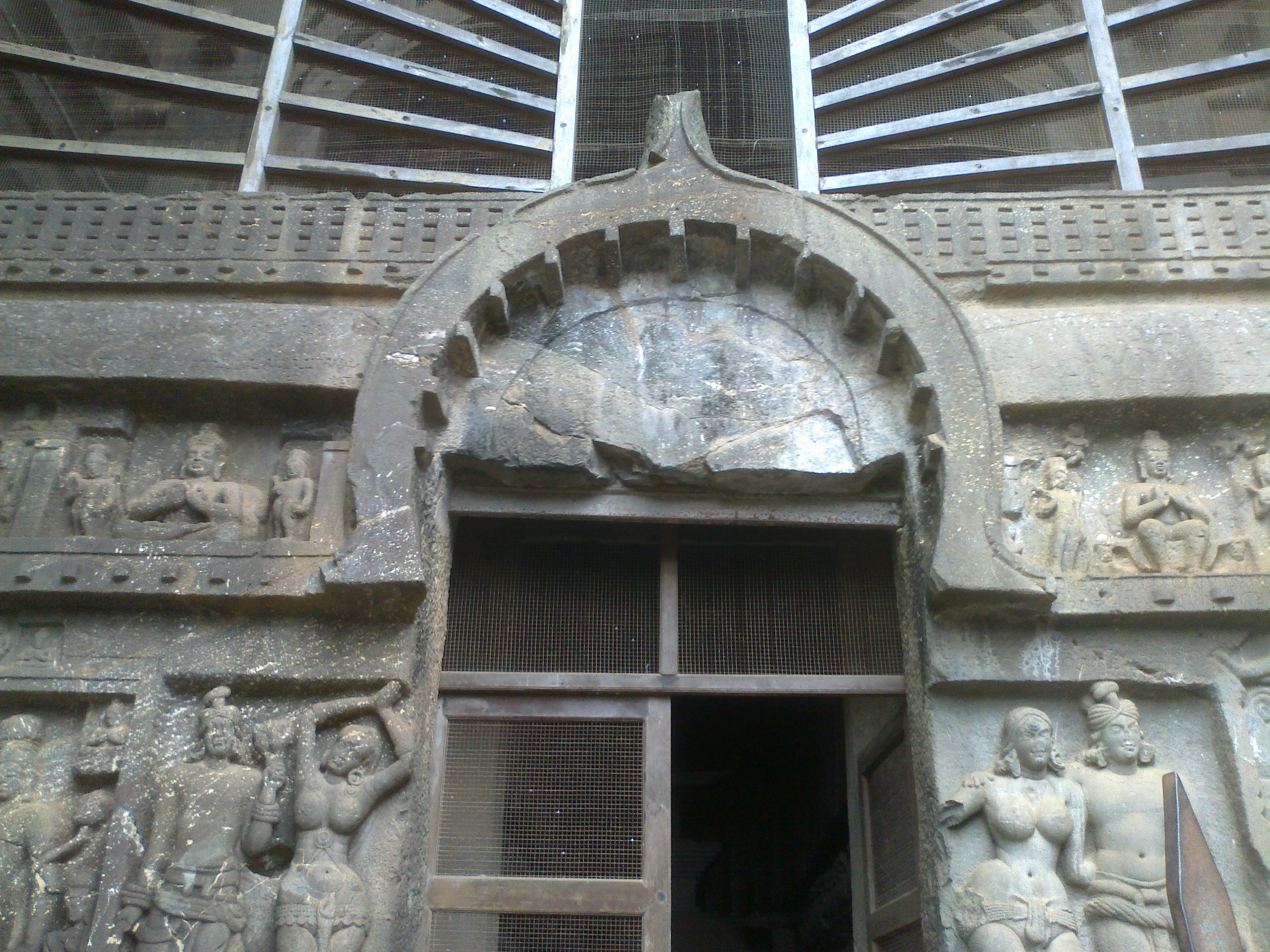
Exterior de la Chaitygruha principal
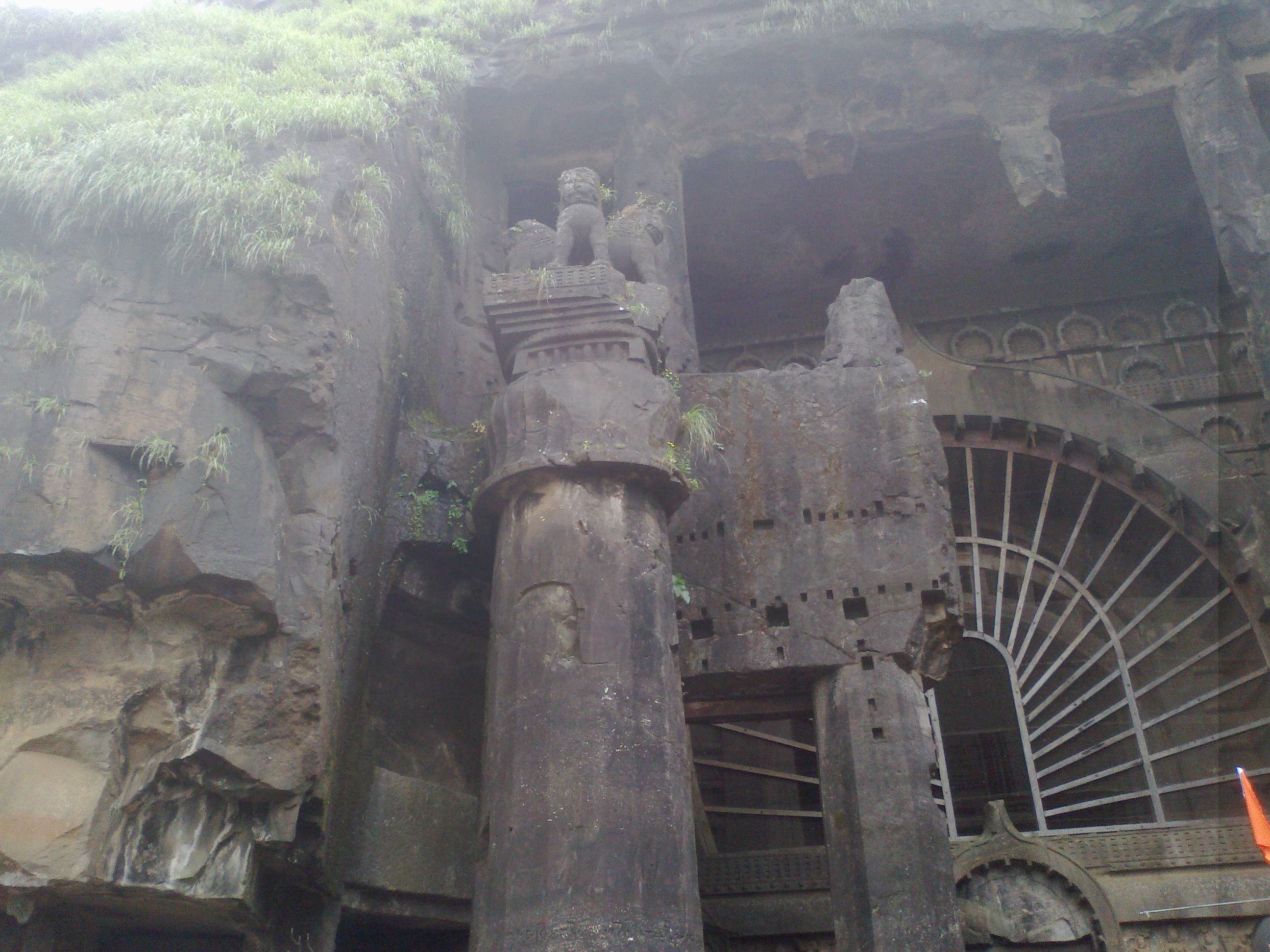
Pilar en la entrada del Chaitygruha principal
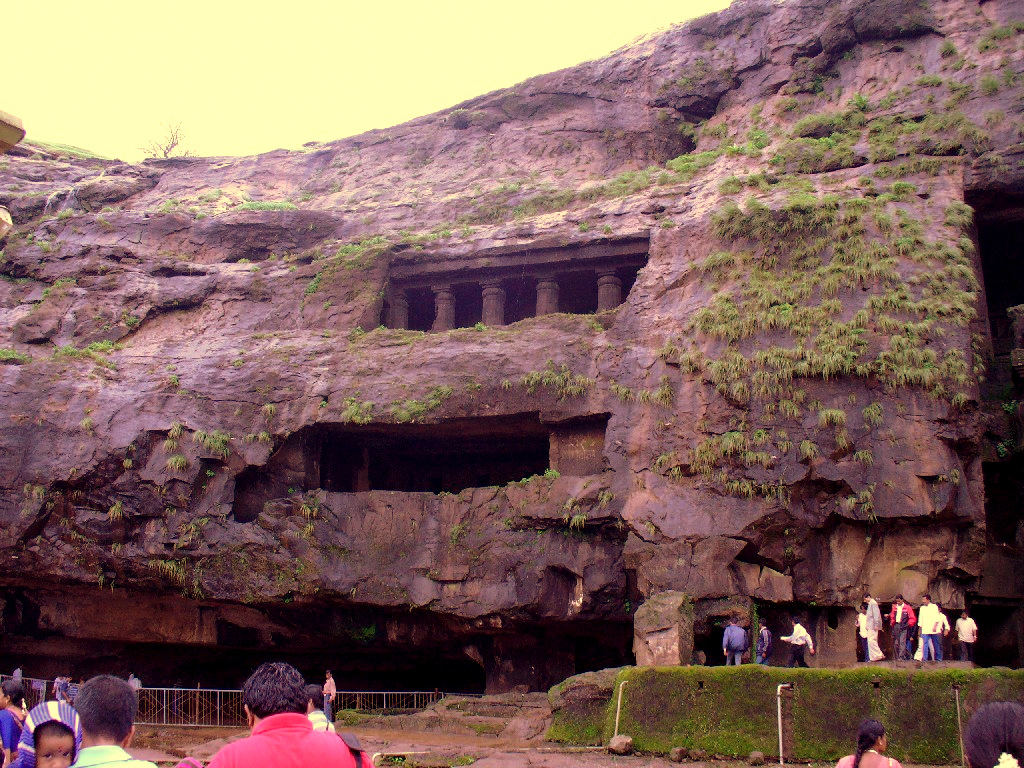
Exterior del complejo de cuevas en 2007
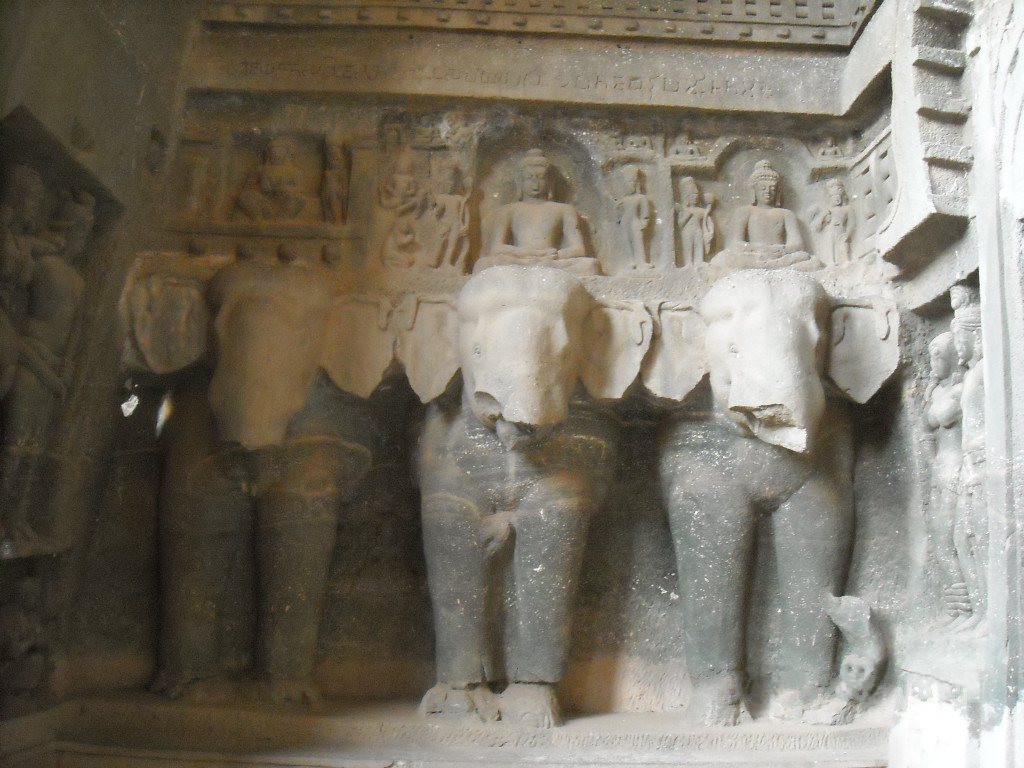
Elefante, motivo con buda.